# Rudolf Voigt (Maler)
Rudolf Voigt (* 18. September 1925 in Leipzig; † 2007) war ein deutscher Maler und Grafiker.

## Leben und Werk
Voigt absolvierte eine Lehre als Offsetdrucker und arbeitete als solcher bis 1949 in Leipzig. Daneben nahm er privaten Unterricht u. a. bei Elisabeth Voigt, Bernhard Kretzschmar und Max Schwimmer. Seinen Lebensunterhalt verdient er von 1949 bis 1990 als Kunsterzieher. Er schuf ein umfangreiches Werk als Zeichner, Grafiker und Maler. Voigt rechnet zur Leipziger Schule. Er verfügte über eine große Bandbreite künstlerischer Techniken. So entstanden u. a. „bis ins kleinste Detail minutiös gemalte Bilder, pastöse Malereien, große farbige Bildkollagen aus besonders ausgewählten Tapetenteilchen und Stillleben, deren Grundierung mit feinem Sand durchmischt wurde“, und druckgrafische Werke.

## Rezeption
„In seinen Gestaltungsweisen sind klassisch realistische Züge ebenso zu finden, wie neusachliche oder surrealistische Anklänge. Die eigene Handschrift ist dagegen verborgen, es bleibt zu vermuten, dass es ihm darum in erster Linie nicht zu tun war. Seine Werke sollten als Mitteilung verstanden werden. Sucht der Betrachter dennoch nach Eigenheiten, dann wird er Erzählfreudigkeit und Leidenschaft für Skurriles entdecken und dabei sehr bald auf die „Narrenzüge“ des Künstlers stoßen: Buntfarbigkeit des Lebens, heitere Gelassenheit, derber Humor, fröhliches Treiben, makabre Absonderlichkeiten, Unalltägliches, Schelmenhaftigkeit – Rudolf Voigt ein fabulierender Erzähler.“

## Werke (Auswahl)
- Ein Denkmal der Neutronenbombe (Tafelbild, Öl; 1980)[3]
- Tanzende Hexen (Tafelbild, Acryl; 1997)[4]
- Das neue Geschenk (Tafelbild, Mischtechnik; 1999)[5]
- Anhalter (Tafelbild, Öl; 2001)[6]
- Flora (Tafelbild, Mischtechnik, 2000)[7]

## Einzelausstellungen (Auswahl)
- 2012 Leipzig, Galerie Fine Art
- 2012/2013 Leipzig, Haus des Mitteldeutschen Rundfunks

## Publikationen
- Bodo W. Hellmann: Rudolf Voigt. 2014 (Teil 1 und Teil 2)